# Музей Южной Георгии
Музей Южной Георгии (англ. South Georgia Museum) располагается в Грютвикене на острове Южная Георгия (британская территория Южная Георгия и Южные Сандвичевы Острова).
Музей занимает отреставрированное здание виллы, построенное в 1916 году и использовавшееся для управляющего китобойной базой и его семьи до закрытия базы в 1964 году. Музей был открыт в 1992 году и специализировался на истории китобойного промысла. Позднее экспозиция была расширена и включила все аспекты освоения Антарктики: открытие острова, истории китобойного промысла, природы, а также историю Фолклендской войны 1982 года.
Музей стал популярным среди туристов, посещающих остров на круизных лайнерах и туристических яхтах. На протяжении долгих лет кураторами музея были Тим и Паулина Карр (англ. Tim & Pauline Carr), которые жили на борту собственной яхты Curlew, пришвартованной в порту Грютвикена. В настоящее время музеем управляет Трастовый фонд Южной Георгии (англ. South Georgia Heritage Trust).
Среди экспонатов музея есть бронзовый бюст британского полярника и актёра Дункана Карса работы британского скульптора Джона Эдгара. Карс сыграл решающую роль в нанесении Южной Георгии на карты и одна из гор острова теперь носит его имя.